# Denis Darcy
Pour les articles homonymes, voir Darcy.
Denis Darcy, né le 20 mars 1823 au Cateau-Cambrésis et mort le 23 novembre 1904, est un architecte français. Il a procédé à la restauration de nombreux édifices religieux.

## Biographie

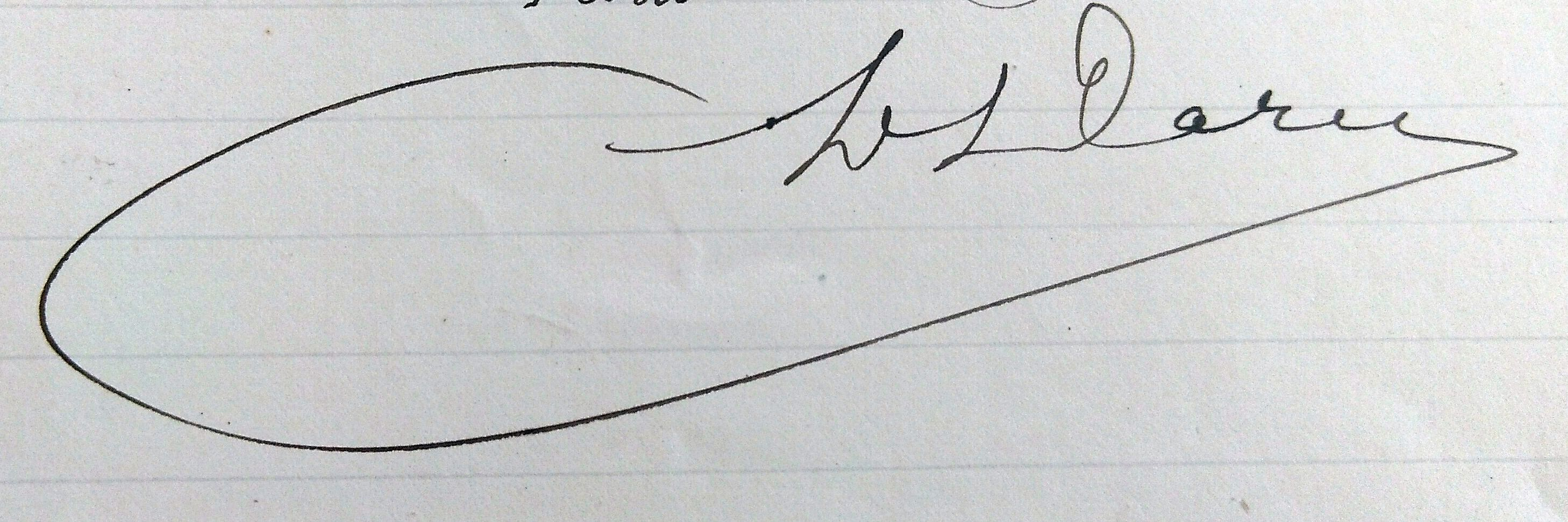
Signature.

Il fait ses études à l'école des Beaux-arts de Toulouse de 1838 à 1842, puis aux Beaux-Arts de Paris aux côtés d'Henri Labrouste de 1842 à 1844. En 1842, il devient commis dans l'agence de Jean-Baptiste Antoine Lassus, une fonction qu'il occupe jusqu'en 1852, puis architecte-voyer au Mans jusqu'en 1860. Entre 1852 et 1853, il est employé dans l'agence d'Eugène Viollet-le-Duc,.
En 1862, il se porte candidat pour un poste d'architecte diocésain. En 1868, la princesse Mathilde Bonaparte le soutient pour occuper cette fonction à Nîmes mais Napoléon III recommande que Joseph-Eugène Lacroix, architecte du palais de l'Élysée de 1850 à 1870, soit désigné ; aucun des deux n'est finalement retenu. En 1872, Denis Darcy devient architecte diocésain d'Évreux puis en 1887 de Reims. En 1891, il intègre le jury d'examen de l'administration des cultes pour l'admission des architectes diocésains puis devient en 1899 inspecteur général-adjoint des édifices diocésains.
En 1871, il participe à la restauration de la basilique Saint-Denis. En 1879, il y est nommé inspecteur des travaux.
Entre 1879 et 1892, il est membre de la commission des monuments historiques. Il démissionne, ne pouvant cumuler cette fonction avec celle d'un architecte toujours actif,. À partir de 1893, il est membre du jury d'examen des architectes attachés à cette commission.
En 1897, il devient architecte des monuments historiques d'Eure-et-Loir, d'Eure, de Sarthe et de Mayenne.
Denis Darcy meurt en 1904 à l'âge de 81 ans.

## Réalisations
- Gare de Vichy (1862)[1] ;

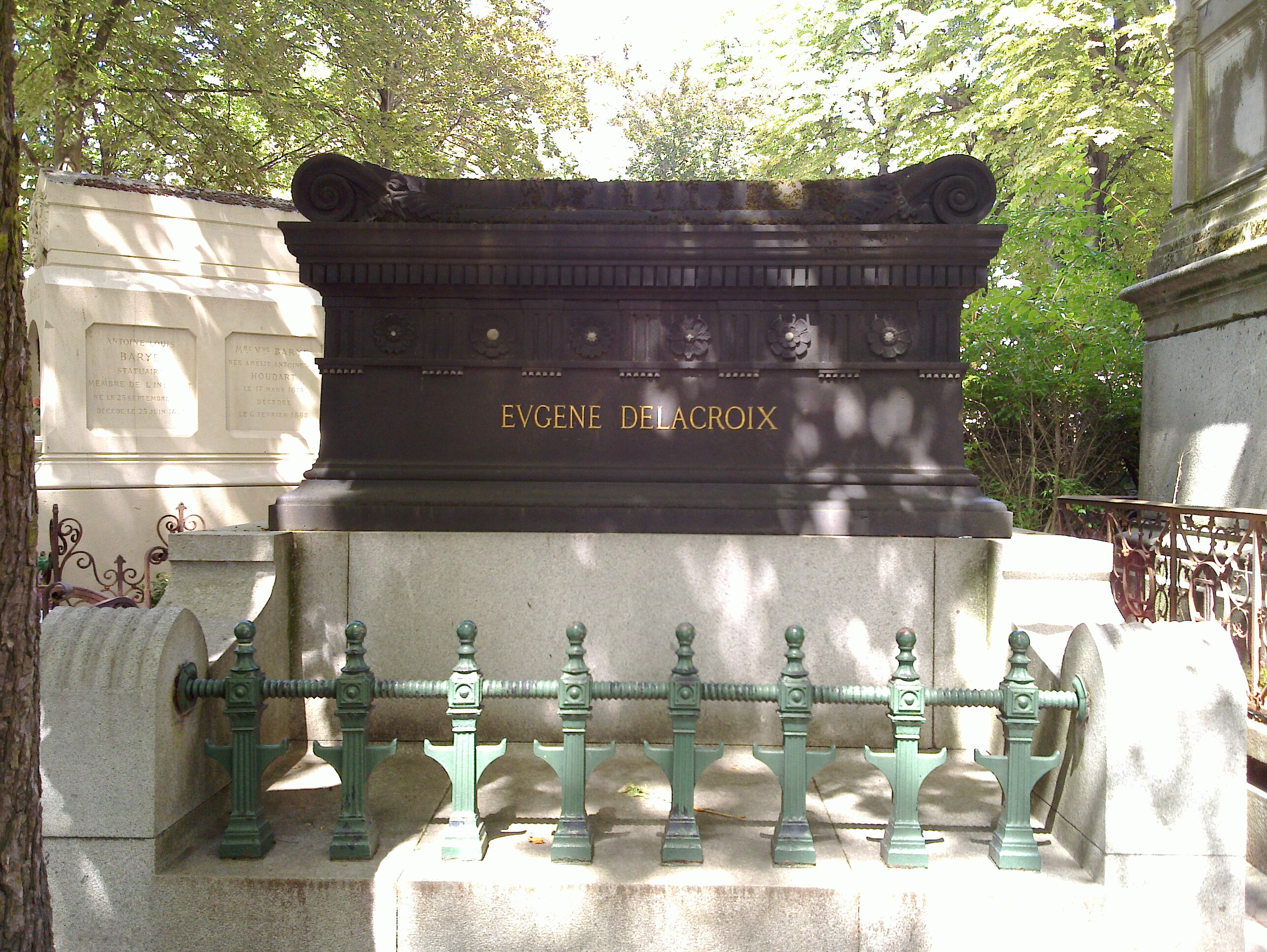
Tombe de Delacroix.

- Gare de Mont (Seine-et-Marne) (1864)[1] ;
- Chapelle Saint-Joseph au Mans (1864) ;
- Tombeau d'Eugène Delacroix au cimetière du Père-Lachaise (1863-1865)[1] ;
- Demeure du couturier Charles Frederick Worth à Suresnes (1865-1869)[1]. Quasi totalement détruite depuis pour laisser place à l'hôpital Foch[5] ;
- Musée des Augustins de Toulouse, participation[1] ;
- Institution Notre-Dame Saint-François (Évreux) (1882)[1] ;
- Chapelle des Sœurs-garde-malades de Vernon (Eure) (1899)[1].

## Restaurations
Il a de plus participé à de nombreuses restaurations de monuments historiques, dont :
- Église Notre-Dame-du-Pré au Mans (1854)[1],[3] ;
- Château de Pupetières (Isère), avec Viollet-le-Duc (à partir de 1861)[1] ;
- Église Saint-Anatoile de Salins-les-Bains (Jura, 1862)[1] ;
- Chapelle de la Visitation du Mans, création d'un escalier frontal (1862-1865)[1]
- Église Saint-Marcel de Saint-Marcel (Indre, 1863)[1] ;
- Église Notre-Dame-des-Marais de La Ferté-Bernard (Sarthe, 1863)[1] ;
- Église Saint-Désiré de Saint-Désiré (Allier, 1865)[1],[2] ;
- Abbaye Saint-Pierre de Baume-les-Messieurs (Jura, 1865)[1] ;
- Camp romain de Jublains (Mayenne, 1867-1868)[1] ;
- Cathédrale Notre-Dame de Saint-Omer (Pas-de-Calais, 1868)[1],[2] ;
- Basilique Saint-Denis (1871)[1] ;
- Cathédrale Notre-Dame d'Évreux, restauration des arcs-boutants, supervisée par Viollet-le-Duc[1] ;
- Église Saint-Laurent-et-Notre-Dame de Gargilesse-Dampierre (Indre, 1874)[1] ;
- Église Saint-Pierre de Dreux (1875)[1] ;
- Château du Lude (Sarthe, 1875)[1] ;
- Hôtel de ville de Dreux (Eure-et-Loir, 1879)[1] ;
- Église de Vernon (Eure, 1879)[1] ;
- Abbaye Saint-Bertin de Saint-Omer, tour (Pas-de-Calais, 1888)[1] ;
- Église Saint-Gervais-Saint-Protais de Gisors (Eure, 1888)[1] ;
- Églises de Broglie, Rugles, Appeville et Saint-Taurin d'Évreux (Eure, 1889)[1] ;
- Collégiale Notre-Dame des Andelys (Eure, 1891)[1] ;
- Château de Fougères (Ille-et-Vilaine, 1892)[1],[2] ;
- Basilique Saint-Remi de Reims (Marne, 1892)[1],[2] ;
- Églises Notre-Dame de Vitré, de Gallardon et de Boulogne (1898)[1] ;
- Château de Laval (Sarthe 1899)[1].

Il est aussi intervenu à Ébreuil (1867), Conches, Quillebeuf, Harcourt (Eure) et à La Roë (Mayenne) ; à Saint-Genou, Neuvy-Saint-Sépulchre, Méobecq, Ciron, Saint-Michel-en-Brenne (Indre), Bernay (Eure), Yzeure, Le Montet, Malicorne, Huriel, La Chapelaude (Allier), au château de Meillant (Cher) et à celui de Vitré,.

## Prix et décoration
- 1867 : médaille de bronze à l'Exposition universelle de Paris[1] ;
- 1869 : médaille d'or au Salon[1] ;
- 1873 : deux médailles de bronze à l'Exposition universelle de Vienne[1] ;
- 1878 : première médaille à l'Exposition universelle de Paris[1] ;
- 1878 : ordre national de la Légion d'honneur[1] ;
- 1889 : médaille d'or à l'Exposition universelle de Paris[1].